# Zdeněk Štěpanický z Valdštejna
Zdeněk Štěpanický z Valdštejna, zvaný Dlouhý († okolo 1400) byl významný český šlechtic, dvorský a zemský soudce z rodu Valdštejnů.

## Životopis
O jeho životě je dochováno velmi málo informací. Byl synem Heníka z Valdštejna († 1368), majitele štěpanického panství a pravnukem Zdeňka z Valdštejna, zakladatele hradu Valdštejn a Turnov. Účastnil se aktivit bojových družin a díky tomu se zřejmě roku 1377 stal hofmistrem královny Elišky. V letech 1388 a 1394 zasedal na dvorském soudu a od roku 1391 i na zemském soudu.
Oženil se s Kateřinou z Košťálova se kterou měl syna Heníka z Valdštejna a ze Štěpanic. Ten po něm později převzal štěpanické panství.
Poslední zmínka o Zdeňku Štěpanickém z Valdštejna je z roku 1398. Zemřel ve věku 38 let a pohřben byl pravděpodobně v kostele svaté Alžběty v Jilemnici.

## Místo pohřbení
V letech 2016 až 2017 probíhal v zámeckém parku jilemnického zámku archeologický průzkum. Byly nalezeny tři mužské kostry, které prokazatelně patřily Valdštejnům, přičemž jedna z nich je s největší pravděpodobností kostra Zdeňka Štěpanického z Valdštejna.